# Allan Williams (homme politique)
Pour les articles homonymes, voir Allan Williams et Williams.
Louis Allan Williams  (22 juin 1922-28 février 2011) est un homme politique canadien de la Colombie-Britannique. Il est député provincial libéral de la circonscription britanno-colombienne de West Vancouver-Howe Sound de 1966 à 1975 et à titre de député créditiste de 1975 à 1983.
Il est procureur général de la Colombie-Britannique dans le gouvernement de Bill Bennett de 1979 à 1983.

## Biographie
Né à Glenavon (en) en Saskatchewan, Williams s'installe à Vancouver avec ses parents en 1936. Pendant la Seconde Guerre mondiale, il dans l'Aviation royale canadienne. Après la guerre, il étudie à l'école de droit Peter A. Allard School of Law (en) de l'Université de la Colombie-Britannique et est nommé au barreau de la province en 1950.
Williams sert à la Commission des Parcs et Activités récréatives de West Vancouver et siège au conseil municipal de la ville en 1965. Après son passage en politique provinciale, il retourne au conseil municipal de West Vancouver de 1993 à 2002.
Il meurt d'une longue maladie à Vancouver en février 2011.